# Bible boskovická
Bible boskovická je nejstarší známou českou biblí s velkými částmi překladu tzv. 2. redakce. Pochází někdy z doby kolem roku 1415 (není datovaná), pravděpodobně z prostředí Husova. Je psána novým diakritickým pravopisem (délka samohlásek je označována čárkou, měkkost souhlásek tečkou). Zatímco první z písařů byl na tento pravopis již zvyklý, druhý (hlavní) zpočátku kolísal mezi starou předlohou a novými pravidly. Boskovická se této bibli říká proto, že na zápisu na foliu 534b stojí, že ji pan Václav Černohorský z Boskovic v roce 1565 daroval svému úředníkovi Heinrichu Reichenbochovi. 
Kromě samotných biblických knih obsahuje tato bible před knihou Exodus, Husův Menší výklad na desatero a před 1. knihou Makabejskou krátký biblický prolog. 
Po textové stránce se jedná o složeninu 1. a 2. redakce. Překlad 2. redakce se nachází převážně v Knihách Samuelových a Královských, v knihách Paralipomenon a celý Nový zákon. Je tak prvním samostatným svědkem nové, 2. redakce překladu. To především proto, že 2. redakce českého překladu se týkala převážně Nového zákona. Významné je svědectví třetího řeckého překladu žaltáře a dodatků k němu. Existence tohoto nového, poetičtějšího a rytmičtějšího překladu je dosvědčena již z Žaltáře poděbradského z roku 1396. Tentýž žaltář se objevuje i v Bibli hlaholské z roku 1416, obsahuje ho Bible Mlynářčina a také Bible Bočkova. 
Výzdoba této bible je velmi hodnotná, nebyla však nikdy dokončena, na některých místech zůstaly jen podkresby. Patrně k opuštění díla došlo po začátku husitských bouří v roce 1419.
Uchovává se ve Vědecké knihovně v Olomouci, signatura M III 3. Je to kulturní památka České republiky.

## Vazba
Kniha byla znovu svázána v roce 1539 do dřevěných desek potažených bílou kůží. Desky jsou zdobeny renesančním slepotiskem. Desky jsou doplněny kovovými nárožníky a jsou na nich patrné zbytky spon. Během této převazby byla kniha znovu oříznuta, což vedlo k odříznutí rozvilin iniciál.

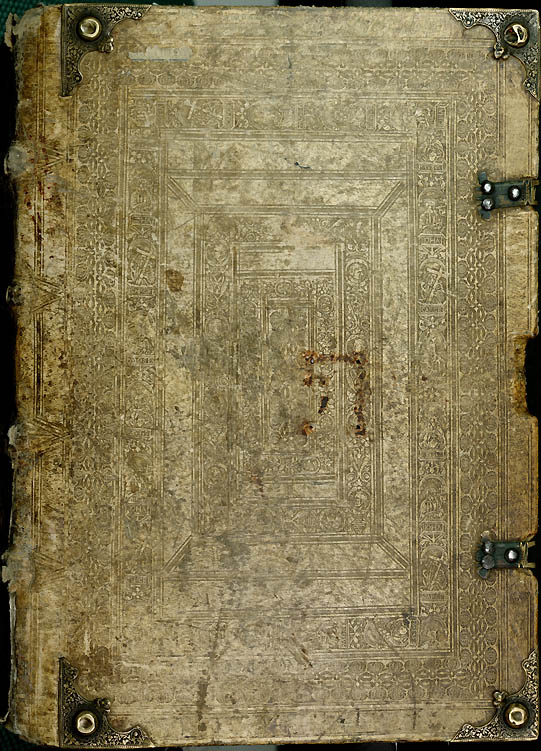
Bible boskovická, desky z roku 1539
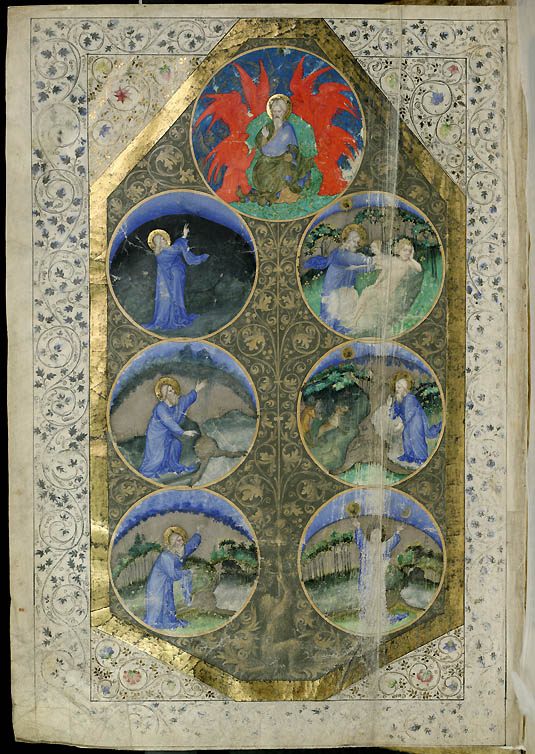
Stvoření světa na předsádce (folio f002v)
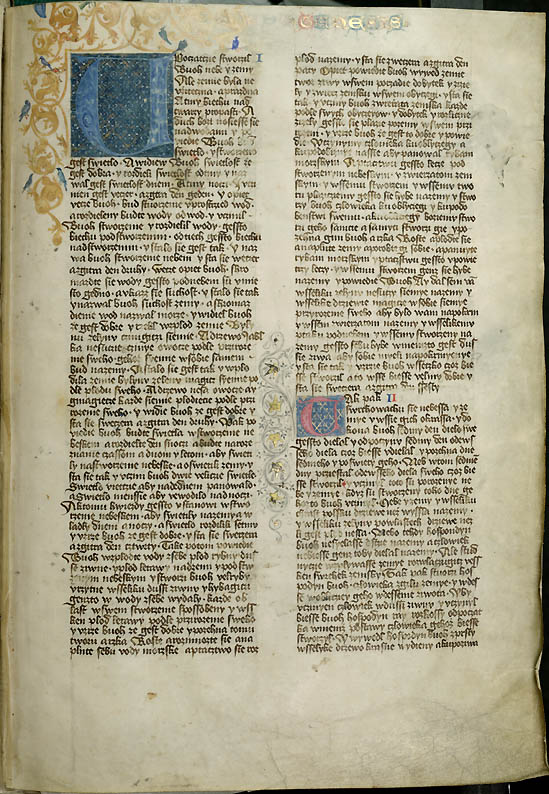
Titulní list (folio 0001r)
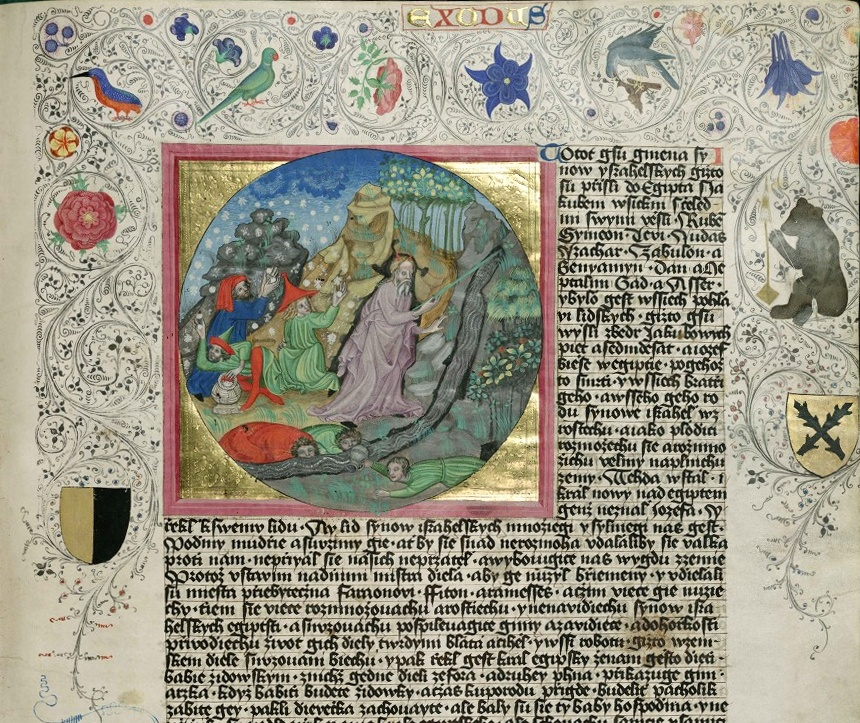
stránka s iluminací Izraelitů sbírajících manu na poušti a Mojžíšova zázraku s pramenem vody.